# Al Mabarra Club
Maillots
Le Al Mabarra Club (arabe : نادي المبرة الرياضي), plus couramment abrégé en Al Mabarra, est un club libanais de football fondé en 1980 et basé à Tarik Al Matar, quartier de Beyrouth, capitale du pays.

## Palmarès
- Coupe du Liban (1)
  - Vainqueur : 2008
  - Finaliste : 2010

- Supercoupe du Liban (0)
  - Finaliste : 2008